# Megalomus acunai
Megalomus acunai är en insektsart som beskrevs av Alayo 1968. Megalomus acunai ingår i släktet Megalomus och familjen florsländor. Inga underarter finns listade i Catalogue of Life.